# Seznam vítězů turnajů ATP Tour 250
Seznam vítězů turnajů ATP Tour 250 představuje chronologický přehled finálových zápasů ve dvouhře a čtyřhře mužských tenisových profesionálních turnajů kategorie ATP Tour 250 v podobě odehraných sezón od roku 2009.

## Přehled finále

### 2009
| Vítězové a finalisté 2009 | Vítězové a finalisté 2009 | Vítězové a finalisté 2009 | Vítězové a finalisté 2009 |
| Turnaj                    | vítězové                  | finalisté                 | výsledek                  |
| ------------------------- | ------------------------- | ------------------------- | ------------------------- |
| Brisbane                  | Radek Štěpánek            | Fernando Verdasco         | 3–6, 6–3, 6–4             |
| Dauhá                     | Andy Murray               | Andy Roddick              | 6–4, 6–2                  |
| Čennaj                    | Marin Čilić               | Somdev Devvarman          | 6–4, 7–6(7–3)             |
| Auckland                  | Juan Martín del Potro     | Sam Querrey               | 6–4, 6–4                  |
| Sydney                    | David Nalbandian          | Jarkko Nieminen           | 6–3, 6–7(9–11), 6–2       |
| Johannesburg              | Jo-Wilfried Tsonga        | Jérémy Chardy             | 6–4, 7–6(7–5)             |
| Viña del Mar              | Fernando González         | José Acasuso              | 6–1, 6–3                  |
| Záhřeb                    | Marin Čilić               | Mario Ančić               | 6–3, 6–4                  |
| San Jose                  | Radek Štěpánek            | Mardy Fish                | 3–6, 6–4, 6–2             |
| Costa do Sauípe           | Tommy Robredo             | Thomaz Bellucci           | 6–3, 3–6, 6–4             |
| Buenos Aires              | Tommy Robredo             | Juan Mónaco               | 7–5, 2–6, 7–6(7–5)        |
| Marseille                 | Jo-Wilfried Tsonga        | Michaël Llodra            | 7–5, 7–6(7–3)             |
| Delray Beach              | Mardy Fish                | Jevgenij Koroljov         | 7–5, 6–3                  |
| Casablanca                | Juan Carlos Ferrero       | Florent Serra             | 6–4, 7–5                  |
| Houston                   | Lleyton Hewitt            | Wayne Odesnik             | 6–2, 7–5                  |
| Estoril                   | Albert Montañés           | James Blake               | 5–7, 7–6(8–6), 6–0        |
| Bělehrad                  | Novak Djoković            | Łukasz Kubot              | 6–3, 7–6(7–0)             |
| Mnichov                   | Tomáš Berdych             | Michail Južnyj            | 6–4, 4–6, 7–6(7–5)        |
| Kitzbühel                 | Guillermo García-López    | Julien Benneteau          | 3–6, 7–6(7–1), 6–3        |
| Londýn                    | Andy Murray               | James Blake               | 7–5, 6–4                  |
| Halle                     | Tommy Haas                | Novak Djoković            | 6–3, 6–7(4–7), 6–1        |
| 's–Hertogenbosch          | Benjamin Becker           | Raemon Sluiter            | 7–5, 6–3                  |
| Eastbourne                | Dmitrij Tursunov          | Frank Dancevic            | 6–3, 7–6(7–3)             |
| Newport                   | Rajeev Ram                | Sam Querrey               | 6–7(3–7), 7–5, 6–3        |
| Båstad                    | Robin Söderling           | Juan Mónaco               | 6–3, 7–6(7–4)             |
| Stuttgart                 | Jérémy Chardy             | Victor Hănescu            | 1–6, 6–3, 6–4             |
| Indianapolis              | Robby Ginepri             | Sam Querrey               | 6–2, 6–4                  |
| Gstaad                    | Thomaz Bellucci           | Andreas Beck              | 6–4, 7–6(7–2)             |
| Umag                      | Nikolaj Davyděnko         | Juan Carlos Ferrero       | 6–3, 6–0                  |
| Los Angeles               | Sam Querrey               | Carsten Ball              | 6–4, 3–6, 6–1             |
| New Haven                 | Fernando Verdasco         | Sam Querrey               | 6–4, 7–6(8–6)             |
| Bukurešť                  | Albert Montañés           | Juan Mónaco               | 7–6(7–2), 7–6(8–6)        |
| Mety                      | Gaël Monfils              | Philipp Kohlschreiber     | 7–6(7–1), 3–6, 6–2        |
| Bangkok                   | Gilles Simon              | Viktor Troicki            | 7–5, 6–3                  |
| Kuala Lumpur              | Nikolaj Davyděnko         | Fernando Verdasco         | 6–4,7–5                   |
| Stockhlom                 | Marcos Baghdatis          | Olivier Rochus            | 6–1, 7–5                  |
| Moskva                    | Michail Južnyj            | Janko Tipsarević          | 6–7(5–7), 6–0, 6–4        |
| Petrohrad                 | Serhij Stachovskyj        | Horacio Zeballos          | 2–6, 7–6(10–8), 7–6(9–7)  |
| Vídeň                     | Jürgen Melzer             | Marin Čilić               | 6–4, 6–3                  |

### 2010
| Vítězové a finalisté 2010 | Vítězové a finalisté 2010 | Vítězové a finalisté 2010 | Vítězové a finalisté 2010 |
| Turnaj                    | vítězové                  | finalisté                 | výsledek                  |
| ------------------------- | ------------------------- | ------------------------- | ------------------------- |
| Brisbane                  | Andy Roddick              | Radek Štěpánek            | 7–6(7–2), 7–6(9–7)        |
| Čennaj                    | Marin Čilić               | Stan Wawrinka             | 7–6(7–2), 7–6(7–3)        |
| Dauhá                     | Nikolaj Davyděnko         | Rafael Nadal              | 0–6, 7–6(10–8), 6–4       |
| Auckland                  | John Isner                | Arnaud Clément            | 6–3, 5–7, 7–6(7–2)        |
| Sydney                    | Marcos Baghdatis          | Richard Gasquet           | 6–4, 7–6(7–2)             |
| Johannesburg              | Feliciano López           | Stéphane Robert           | 7–5, 6–1                  |
| Viña del Mar              | Thomaz Bellucci           | Juan Mónaco               | 6–2, 0–6, 6–4             |
| Záhřeb                    | Marin Čilić               | Michael Berrer            | 6–4, 6–7(5–7), 6–3        |
| San Jose                  | Fernando Verdasco         | Andy Roddick              | 3–6, 6–4, 6–4             |
| Costa do Sauípe           | Juan Carlos Ferrero       | Łukasz Kubot              | 6–1, 6–0                  |
| Buenos Aires              | Juan Carlos Ferrero       | David Ferrer              | 5–7, 6–4, 6–3             |
| Marseille                 | Michaël Llodra            | Julien Benneteau          | 6–3, 6–4                  |
| Delray Beach              | Ernests Gulbis            | Ivo Karlović              | 6–2, 6–3                  |
| Casablanca                | Stan Wawrinka             | Victor Hănescu            | 6–2, 6–3                  |
| Houston                   | Juan Ignacio Chela        | Sam Querrey               | 5–7, 6–4, 6–3             |
| Estoril                   | Albert Montañés           | Frederico Gil             | 6–2, 6–7(4–7), 7–5        |
| Bélehrad                  | Sam Querrey               | John Isner                | 3–6, 7–6(7–4), 6–4        |
| Mnichov                   | Michail Južnyj            | Marin Čilić               | 6–3, 4–6, 6–4             |
| Nice                      | Richard Gasquet           | Fernando Verdasco         | 6–3, 5–7, 7–6(7–5)        |
| Londýn                    | Sam Querrey               | Mardy Fish                | 7–6(7–3), 7–5             |
| Halle                     | Lleyton Hewitt            | Roger Federer             | 3–6, 7–6(7–4), 6–4        |
| 's–Hertogenbosch          | Serhij Stachovskyj        | Janko Tipsarević          | 6–3, 6–0                  |
| Eastbourne                | Michaël Llodra            | Guillermo García-López    | 7–5, 6–2                  |
| Newport                   | Mardy Fish                | Olivier Rochus            | 5–7, 6–3, 6–4             |
| Båstad                    | Nicolás Almagro           | Robin Söderling           | 7–5, 3–6, 6–2             |
| Stuttgart                 | Albert Montañés           | Gaël Monfils              | 6–2, 1–2skreč             |
| Atlanta                   | Mardy Fish                | John Isner                | 4–6, 6–4, 7–6(7–4)        |
| Gstaad                    | Nicolás Almagro           | Andreas Beck              | 7–5, 6–1                  |
| Umag                      | Juan Carlos Ferrero       | Potito Starace            | 6–4, 6–4                  |
| Los Angeles               | Sam Querrey               | Andy Murray               | 5–7, 7–6(7–2), 6–3        |
| New Haven                 | Serhij Stachovskyj        | Denis Istomin             | 3–6, 6–3, 6–4             |
| Bukurešť                  | Juan Ignacio Chela        | Pablo Andújar             | 7–5, 6–1                  |
| Mety                      | Gilles Simon              | Mischa Zverev             | 6–3, 6–2                  |
| Bangkok                   | Guillermo García-López    | Jarkko Nieminen           | 6–4, 3–6, 6–4             |
| Kuala Lumpur              | Michail Južnyj            | Andrej Golubjev           | 6–7(7–9), 6–2, 7–6(7–3)   |
| Stockhlom                 | Roger Federer             | Florian Mayer             | 6–4, 6–3                  |
| Moskva                    | Viktor Troicki            | Marcos Baghdatis          | 3–6, 6–4, 6–3             |
| Petrohrad                 | Michail Kukuškin          | Michail Južnyj            | 6–3, 7–6(7–2)             |
| Vídeň                     | Jürgen Melzer             | Andreas Haider-Maurer     | 6–7(10–12), 7–6(7–4), 6–4 |
| Montpellier               | Gaël Monfils              | Ivan Ljubičić             | 6–2, 5–7, 6–1             |

### 2011
| 2Vítězové a finalisté 2011 | 2Vítězové a finalisté 2011 | 2Vítězové a finalisté 2011 | 2Vítězové a finalisté 2011 |
| Turnaj                     | vítězové                   | finalisté                  | výsledek                   |
| -------------------------- | -------------------------- | -------------------------- | -------------------------- |
| Brisbane                   | Robin Söderling            | Andy Roddick               | 6–3, 7–5                   |
| Dauhá                      | Roger Federer              | Nikolaj Davyděnko          | 6–3, 6–4                   |
| Čennaj                     | Stan Wawrinka              | Xavier Malisse             | 7–5, 4–6, 6–1              |
| Auckland                   | David Ferrer               | David Nalbandian           | 6–3, 6–2                   |
| Sydney                     | Gilles Simon               | Viktor Troicki             | 7–5, 7–6(7–4)              |
| Johannesburg               | Kevin Anderson             | Somdev Devvarman           | 4–6, 6–3, 6–2              |
| Santiago                   | Tommy Robredo              | Santiago Giraldo           | 6–2, 2–6, 7–6(7–5)         |
| Záhřeb                     | Ivan Dodig                 | Michael Berrer             | 6–3, 6–4                   |
| San Jose                   | Milos Raonic               | Fernando Verdasco          | 7–6(8–6), 7–6(7–5)         |
| Costa do Sauípe            | Nicolás Almagro            | Alexandr Dolgopolov        | 6–3, 7–6(7–3)              |
| Buenos Aires               | Nicolás Almagro            | Juan Ignacio Chela         | 6–3, 3–6, 6–4              |
| Marseille                  | Robin Söderling            | Marin Čilić                | 6–7(8–10), 6–3, 6–3        |
| Delray Beach               | Juan Martín del Potro      | Janko Tipsarević           | 6–4, 6–4                   |
| Casablanca                 | Pablo Andújar              | Potito Starace             | 6–1, 6–2                   |
| Houston                    | Ryan Sweeting              | Kei Nišikori               | 6–4, 7–6(7–3)              |
| Estoril                    | Juan Martín del Potro      | Fernando Verdasco          | 6–2, 6–2                   |
| Bělehrad                   | Novak Djoković             | Feliciano López            | 7–6(7–4), 6–2              |
| Mnichov                    | Nikolaj Davyděnko          | Florian Mayer              | 6–3, 3–6, 6–1              |
| Nice                       | Nicolás Almagro            | Victor Hănescu             | 6–7(5–7), 6–3, 6–3         |
| Londýn                     | Andy Murray                | Jo-Wilfried Tsonga         | 3–6, 7–6(7–2), 6–4         |
| Halle                      | Philipp Kohlschreiber      | Philipp Petzschner         | 7–6(7–5), 2–0skreč         |
| 's–Hertogenbosch           | Dmitrij Tursunov           | Ivan Dodig                 | 6–3, 6–2                   |
| Eastbourne                 | Andreas Seppi              | Janko Tipsarević           | 7–6(7–5), 3–6, 5–3skreč    |
| Newport                    | John Isner                 | Olivier Rochus             | 6–3, 7–6(8–6)              |
| Båstad                     | Robin Söderling            | David Ferrer               | 6–2, 6–2                   |
| Stuttgart                  | Juan Carlos Ferrero        | Pablo Andújar              | 6–4, 6–0                   |
| Atlanta                    | Mardy Fish                 | John Isner                 | 3–6, 7–6(8–6), 6–2         |
| Gstaad                     | Marcel Granollers          | Fernando Verdasco          | 6–4, 3–6, 6–3              |
| Umag                       | Alexandr Dolgopolov        | Marin Čilić                | 6–4, 3–6, 6–3              |
| Los Angeles                | Ernests Gulbis             | Mardy Fish                 | 5–7, 6–4, 6–4              |
| Kitzbühel                  | Robin Haase                | Albert Montañés            | 6–4, 4–6, 6–1              |
| New Haven                  | John Isner                 | Julien Benneteau           | 4–6, 6–3, 6–4              |
| Bukurešť                   | Florian Mayer              | Pablo Andújar              | 6–3, 6–1                   |
| Mety                       | Jo-Wilfried Tsonga         | Ivan Ljubičić              | 6–3, 6–7(4–7), 6–3         |
| Bangkok                    | Andy Murray                | Donald Young               | 6–2, 6–0                   |
| Kuala Lumpur               | Janko Tipsarević           | Marcos Baghdatis           | 6–4, 7–5                   |
| Stockhlom                  | Gaël Monfils               | Jarkko Nieminen            | 7–5, 3–6, 6–2              |
| Moskva                     | Janko Tipsarević           | Viktor Troicki             | 6–4, 6–2                   |
| Petrohrad                  | Marin Čilić                | Janko Tipsarević           | 6–3, 3–6, 6–2              |
| Vídeň                      | Jo-Wilfried Tsonga         | Juan Martín del Potro      | 6–7(5–7), 6–3, 6–4         |

### 2012
| Vítězové a finalisté 2012 | Vítězové a finalisté 2012 | Vítězové a finalisté 2012 | Vítězové a finalisté 2012    |
| Turnaj                    | vítězové                  | finalisté                 | výsledek                     |
| ------------------------- | ------------------------- | ------------------------- | ---------------------------- |
| Brisbane                  | Andy Murray               | Alexandr Dolgopolov       | 6–1, 6–3                     |
| Dauhá                     | Jo-Wilfried Tsonga        | Gaël Monfils              | 7–5, 6–3                     |
| Čennaj                    | Milos Raonic              | Janko Tipsarević          | 6–7(4–7), 7–6(7–4), 7–6(7–4) |
| Auckland                  | David Ferrer              | Olivier Rochus            | 6–3, 6–4                     |
| Sydney                    | Jarkko Nieminen           | Julien Benneteau          | 6–2, 7–5                     |
| Montpellier               | Tomáš Berdych             | Gaël Monfils              | 6–2, 4–6, 6–3                |
| Viña del Mar              | Juan Mónaco               | Carlos Berlocq            | 6–3, 6–7(1–7), 6–1           |
| Záhřeb                    | Michail Južnyj            | Lukáš Lacko               | 6–2, 6–3                     |
| San Jose                  | Milos Raonic              | Denis Istomin             | 7–6(7–3), 6–2                |
| São Paulo                 | Nicolás Almagro           | Filippo Volandri          | 6–3, 4–6, 6–4                |
| Buenos Aires              | David Ferrer              | Nicolás Almagro           | 4–6, 6–3, 6–2                |
| Marseille                 | Juan Martín del Potro     | Michaël Llodra            | 6–4, 6–4                     |
| Delray Beach              | Kevin Anderson            | Marinko Matosevic         | 6–4, 7–6(7–2)                |
| Casablanca                | Pablo Andújar             | Albert Ramos-Viñolas      | 6–1, 7–6(7–5)                |
| Houston                   | Juan Mónaco               | John Isner                | 6–2, 3–6, 6–3                |
| Bukurešť                  | Gilles Simon              | Fabio Fognini             | 6–4, 6–3                     |
| Estoril                   | Juan Martín del Potro     | Richard Gasquet           | 6–4, 6–2                     |
| Bělehrad                  | Andreas Seppi             | Benoît Paire              | 6–3, 6–2                     |
| Mnichov                   | Philipp Kohlschreiber     | Marin Čilić               | 7–6(10–8), 6–3               |
| Nice                      | Nicolás Almagro           | Brian Baker               | 6–3, 6–2                     |
| Londýn                    | Marin Čilić               | David Nalbandian          | 6–7(3–7), 4–3diskvalifikace  |
| Halle                     | Tommy Haas                | Roger Federer             | 7–6(7–5), 6–4                |
| 's–Hertogenbosch          | David Ferrer              | Philipp Petzschner        | 6–3, 6–4                     |
| Eastbourne                | Andy Roddick              | Andreas Seppi             | 6–3, 6–2                     |
| Newport                   | John Isner                | Lleyton Hewitt            | 7–6(7–1), 6–4                |
| Båstad                    | David Ferrer              | Nicolás Almagro           | 6–2, 6–2                     |
| Stuttgart                 | Janko Tipsarević          | Juan Mónaco               | 6–4, 5–7, 6–3                |
| Umag                      | Marin Čilić               | Marcel Granollers         | 6–4, 6–2                     |
| Atlanta                   | Andy Roddick              | Gilles Müller             | 1–6, 7–6(7–2), 6–2           |
| Gstaad                    | Thomaz Bellucci           | Janko Tipsarević          | 6–7(6–8), 6–4, 6–2           |
| Kitzbühel                 | Robin Haase               | Philipp Kohlschreiber     | 6–7(2–7), 6–3, 6–2           |
| Los Angeles               | Sam Querrey               | Ričardas Berankis         | 6–0, 6–2                     |
| Winston–Salem             | John Isner                | Tomáš Berdych             | 3–6, 6–4, 7–6(11–9)          |
| Mety                      | Jo-Wilfried Tsonga        | Andreas Seppi             | 6–1, 6–2                     |
| Petrohrad                 | Martin Kližan             | Fabio Fognini             | 6–2, 6–3                     |
| Bangkok                   | Richard Gasquet           | Gilles Simon              | 6–2, 6–1                     |
| Kuala Lumpur              | Juan Mónaco               | Julien Benneteau          | 7–5, 4–6, 6–3                |
| Stockhlom                 | Tomáš Berdych             | Jo-Wilfried Tsonga        | 4–6, 6–4, 6–4                |
| Moskva                    | Andreas Seppi             | Thomaz Bellucci           | 3–6, 7–6(7–3), 6–3           |
| Vídeň                     | Juan Martín del Potro     | Grega Žemlja              | 7–5, 6–3                     |

### 2013
| Vítězové a finalisté 2013 | Vítězové a finalisté 2013 | Vítězové a finalisté 2013 | Vítězové a finalisté 2013    |
| Turnaj                    | vítězové                  | finalisté                 | výsledek                     |
| ------------------------- | ------------------------- | ------------------------- | ---------------------------- |
| Brisbane                  | Andy Murray               | Grigor Dimitrov           | 7–6(7–0), 6–4                |
| Dauhá                     | Richard Gasquet           | Nikolaj Davyděnko         | 3–6, 7–6(7–4), 6–3           |
| Čennaj                    | Janko Tipsarević          | Roberto Bautista Agut     | 3–6, 6–1, 6–3                |
| Auckland                  | David Ferrer              | Philipp Kohlschreiber     | 7–6(7–5), 6–1                |
| Sydney                    | Bernard Tomic             | Kevin Anderson            | 6–3, 6–7(2–7), 6–3           |
| Montpellier               | Richard Gasquet           | Benoît Paire              | 6–2, 6–3                     |
| Viña del Mar              | Horacio Zeballos          | Rafael Nadal              | 6–7(2–7), 7–6(8–6), 6–4      |
| Záhřeb                    | Marin Čilić               | Jürgen Melzer             | 6–3, 6–1                     |
| San Jose                  | Milos Raonic              | Tommy Haas                | 6–4, 6–3                     |
| São Paulo                 | Rafael Nadal              | David Nalbandian          | 6–2, 6–3                     |
| Buenos Aires              | David Ferrer              | Stan Wawrinka             | 6–4, 3–6, 6–1                |
| Marseille                 | Jo-Wilfried Tsonga        | Tomáš Berdych             | 3–6, 7–6(8–6), 6–4           |
| Delray Beach              | Ernests Gulbis            | Édouard Roger-Vasselin    | 7–6(7–3), 6–3                |
| Casablanca                | Tommy Robredo             | Kevin Anderson            | 7–6(8–6), 4–6, 6–3           |
| Houston                   | John Isner                | Nicolás Almagro           | 6–3, 7–5                     |
| Bukurešť                  | Lukáš Rosol               | Guillermo García-López    | 6–3, 6–2                     |
| Oeiras                    | Stan Wawrinka             | David Ferrer              | 6–1, 6–4                     |
| Mnichov                   | Tommy Haas                | Philipp Kohlschreiber     | 6–3, 7–6(7–3)                |
| Düsseldorf                | Juan Mónaco               | Jarkko Nieminen           | 6–4, 6–3                     |
| Nice                      | Albert Montañés           | Gaël Monfils              | 6–0, 7–6(7–3)                |
| Londýn                    | Andy Murray               | Marin Čilić               | 5–7, 7–5, 6–3                |
| Halle                     | Roger Federer             | Michail Južnyj            | 6–7(5–7), 6–3, 6–4           |
| 's–Hertogenbosch          | Nicolas Mahut             | Stan Wawrinka             | 6–3, 6–4                     |
| Eastbourne                | Feliciano López           | Gilles Simon              | 7–6(7–2), 6–7(5–7), 6–0      |
| Newport                   | Nicolas Mahut             | Lleyton Hewitt            | 5–7, 7–5, 6–3                |
| Båstad                    | Carlos Berlocq            | Fernando Verdasco         | 7–5, 6–1                     |
| Stuttgart                 | Fabio Fognini             | Philipp Kohlschreiber     | 5–7, 6–4, 6–4                |
| Bogota                    | Ivo Karlović              | Alejandro Falla           | 6–3, 7–6(7–4)                |
| Atlanta                   | John Isner                | Kevin Anderson            | 6–7(3–7), 7–6(7–2), 7–6(7–2) |
| Gstaad                    | Michail Južnyj            | Robin Haase               | 6–3, 6–4                     |
| Umag                      | Tommy Robredo             | Fabio Fognini             | 6–0, 6–3                     |
| Kitzbühel                 | Marcel Granollers         | Juan Mónaco               | 0–6, 7–6(7–3),, 6–4          |
| Winston-Salem             | Jürgen Melzer             | Gaël Monfils              | 6–3, 2–1, RET                |
| Mety                      | Gilles Simon              | Jo-Wilfried Tsonga        | 6–4, 6–3                     |
| Petrohrad                 | Ernests Gulbis            | Guillermo García-López    | 3–6, 6–4, 6–0                |
| Bangkok                   | Milos Raonic              | Tomáš Berdych             | 7–6(7–4), 6–3                |
| Kuala Lumpur              | João Sousa                | Julien Benneteau          | 2–6, 7–5, 6–4                |
| Stockholm                 | Grigor Dimitrov           | David Ferrer              | 2–6, 6–3, 6–4                |
| Moskva                    | Richard Gasquet           | Michail Kukuškin          | 4–6, 6–4, 6–4                |
| Vídeň                     | Tommy Haas                | Robin Haase               | 6–3, 4–6, 6–4                |

### 2014
| Vítězové a finalisté 2014 | Vítězové a finalisté 2014 | Vítězové a finalisté 2014 | Vítězové a finalisté 2014     |
| Turnaj                    | vítězové                  | finalisté                 | výsledek                      |
| ------------------------- | ------------------------- | ------------------------- | ----------------------------- |
| Brisbane                  | Lleyton Hewitt            | Roger Federer             | 6–1, 4–6, 6–3                 |
| Dauhá                     | Rafael Nadal              | Gaël Monfils              | 6–1, 6–7, 6–2                 |
| Čennaj                    | Stan Wawrinka             | Édouard Roger-Vasselin    | 7–5, 6–2                      |
| Auckland                  | John Isner                | Lu Jan-sun                | 7–6(7–4), 7–6(9–7)            |
| Sydney                    | Juan Martín del Potro     | Bernard Tomic             | 6–3, 6–1                      |
| Montpellier               | Gaël Monfils              | Richard Gasquet           | 6–4, 6–4                      |
| Viña del Mar              | Fabio Fognini             | Leonardo Mayer            | 6–2, 6–4                      |
| Záhřeb                    | Marin Čilić               | Tommy Haas                | 6–3, 6–4                      |
| Memphis                   | Kei Nišikori              | Ivo Karlović              | 6–4, 7–6(7–0)                 |
| Buenos Aires              | David Ferrer              | Fabio Fognini             | 6–4, 6–3                      |
| Marseille                 | Ernests Gulbis            | Jo-Wilfried Tsonga        | 7–6(7–5), 6–4                 |
| Delray Beach              | Marin Čilić               | Kevin Anderson            | 7–6(8–6), 6–7(7–9), 6–4       |
| São Paulo                 | Federico Delbonis         | Paolo Lorenzi             | 4–6, 6–3, 6–4                 |
| Casablanca                | Guillermo García-López    | Marcel Granollers         | 5–7, 6–4, 6–3                 |
| Houston                   | Fernando Verdasco         | Nicolás Almagro           | 6–3, 7–6(7–4)                 |
| Bukurešť                  | Grigor Dimitrov           | Lukáš Rosol               | 7–6(7–2), 6–1                 |
| Oeiras                    | Carlos Berlocq            | Tomáš Berdych             | 0–6, 7–5, 6–1                 |
| Mnichov                   | Martin Kližan             | Fabio Fognini             | 2–6, 6–1, 6–2                 |
| Düsseldorf                | Philipp Kohlschreiber     | Ivo Karlović              | 6–2, 7–6(7–4)                 |
| Nice                      | Ernests Gulbis            | Federico Delbonis         | 6–1, 7–6(7–5)                 |
| Londýn                    | Grigor Dimitrov           | Feliciano López           | 6–7(8–10), 7–6(7–1), 7–6(8–6) |
| Halle                     | Roger Federer             | Alejandro Falla           | 7–6(7–2), 7–6(7–3)            |
| 's-Hertogenbosch          | Roberto Bautista Agut     | Benjamin Becker           | 2–6, 7–6(7–2), 6–4            |
| Eastbourne                | Feliciano López           | Richard Gasquet           | 6–3, 6–7(5–7), 7–5            |
| Newport                   | Lleyton Hewitt            | Ivo Karlović              | 6–3, 6–7(4–7), 7–6(7–3)       |
| Båstad                    | Pablo Cuevas              | João Sousa                | 6–2, 6–1                      |
| Stuttgart                 | Roberto Bautista Agut     | Lukáš Rosol               | 6–3, 4–6, 6–2                 |
| Bogotá                    | Bernard Tomic             | Ivo Karlović              | 7–6(7–5), 3–6, 7–6(7–4)       |
| Atlanta                   | John Isner                | Dudi Sela                 | 6–3, 6–4                      |
| Gstaad                    | Pablo Andújar             | Juan Mónaco               | 6–3, 7–5                      |
| Umag                      | Pablo Cuevas              | Tommy Robredo             | 6–3, 6–4                      |
| Kitzbühel                 | David Goffin              | Dominic Thiem             | 4–6, 6–1, 6–3                 |
| Winston-Salem             | Lukáš Rosol               | Jerzy Janowicz            | 3–6, 7–6(7–3), 7–5            |
| Mety                      | David Goffin              | João Sousa                | 6–4, 6–3                      |
| Šen–čen                   | Andy Murray               | Tommy Robredo             | 5–7, 7–6(11–9), 6–1           |
| Kuala Lumpur              | Kei Nišikori              | Julien Benneteau          | 7–6(7–4), 6–4                 |
| Stockholm                 | Tomáš Berdych             | Grigor Dimitrov           | 5–7, 6–4, 6–4                 |
| Moskva                    | Marin Čilić               | Roberto Bautista Agut     | 6–4, 6–4                      |
| Vídeň                     | Andy Murray               | David Ferrer              | 5–7, 6–2, 7–5                 |

### 2015
| Vítězové a finalisté 2015 | Vítězové a finalisté 2015 | Vítězové a finalisté 2015 | Vítězové a finalisté 2015 |
| Turnaj                    | vítězové                  | finalisté                 | výsledek                  |
| ------------------------- | ------------------------- | ------------------------- | ------------------------- |
| Brisbane                  | Roger Federer             | Milos Raonic              | 6–4, 6–7(2–7), 6–4        |
| Dauhá                     | David Ferrer              | Tomáš Berdych             | 6–4, 7–5                  |
| Čennaj                    | Stan Wawrinka             | Aljaž Bedene              | 6–3, 6–4                  |
| Auckland                  | Jiří Veselý               | Adrian Mannarino          | 6–3, 6–2                  |
| Sydney                    | Viktor Troicki            | Michail Kukuškin          | 6–2, 6–3                  |
| Montpellier               | Richard Gasquet           | Jerzy Janowicz            | 3–0skreč                  |
| Quito                     | Víctor Estrella Burgos    | Feliciano López           | 6–2, 6–7(5–7), 7–6(7–5)   |
| Záhřeb                    | Guillermo García-López    | Andreas Seppi             | 7–6(7–4), 6–3             |
| Memphis                   | Kei Nišikori              | Kevin Anderson            | 6–4, 6–4                  |
| São Paulo                 | Pablo Cuevas              | Luca Vanni                | 6–4, 3–6, 7–6(7–4)        |
| Marseille                 | Gilles Simon              | Gaël Monfils              | 6–4, 1–6, 7–6(7–4)        |
| Delray Beach              | Ivo Karlović              | Donald Young              | 6–3, 6–3                  |
| Buenos Aires              | Rafael Nadal              | Juan Mónaco               | 6–4, 6–1                  |
| Casablanca                | Martin Kližan             | Daniel Gimeno-Traver      | 6–2, 6–2                  |
| Houston                   | Jack Sock                 | Sam Querrey               | 7–6(11–9), 7–6(7–2)       |
| Bukurešť                  | Guillermo García-López    | Jiří Veselý               | 7–6(7–5), 7–6(13–11)      |
| Mnichov                   | Andy Murray               | Philipp Kohlschreiber     | 7–6(7–4), 5–7, 7–6(7–4)   |
| Estoril                   | Richard Gasquet           | Nick Kyrgios              | 6–3, 6–2                  |
| Istanbul                  | Roger Federer             | Pablo Cuevas              | 6–3, 7–6(13–11)           |
| Ženeva                    | Thomaz Bellucci           | João Sousa                | 7–6(7–4), 6–4             |
| Nice                      | Dominic Thiem             | Leonardo Mayer            | 6–7(8–10), 7–5, 7–6(7–2)  |
| 's-Hertogenbosch          | Nicolas Mahut             | David Goffin              | 7–6(7–1), 6–1             |
| Stuttgart                 | Rafael Nadal              | Viktor Troicki            | 7–6(7–3), 6–3             |
| Nottingham                | Denis Istomin             | Sam Querrey               | 7–6(7–1), 7–6(8–6)        |
| Newport                   | Rajeev Ram                | Ivo Karlović              | 7–6(7–5), 5–7, 7–6(7–2)   |
| Båstad                    | Benoît Paire              | Tommy Robredo             | 7–6(9–7), 6–3             |
| Bogotá                    | Bernard Tomic             | Adrian Mannarino          | 6–1, 3–6, 6–2             |
| Umag                      | Dominic Thiem             | João Sousa                | 6–4, 6–1                  |
| Gstaad                    | Dominic Thiem             | David Goffin              | 7–5, 6–2                  |
| Atlanta                   | John Isner                | Marcos Baghdatis          | 6–3, 6–3                  |
| Kitzbühel                 | Philipp Kohlschreiber     | Paul-Henri Mathieu        | 2–6, 6–2, 6–2             |
| Winston-Salem             | Kevin Anderson            | Pierre-Hugues Herbert     | 6–4, 7–5                  |
| Mety                      | Jo-Wilfried Tsonga        | Gilles Simon              | 7–6(7–5), 1–6, 6–2        |
| Petrohrad                 | Milos Raonic              | João Sousa                | 6–3, 3–6, 6–3             |
| Šen-čen                   | Tomáš Berdych             | Guillermo García-López    | 6–3, 7–6(9–7)             |
| Kuala Lumpur              | David Ferrer              | Feliciano López           | 7–5, 7–5                  |
| Stockholm                 | Tomáš Berdych             | Jack Sock                 | 7–6(7–1), 6–2             |
| Moskva                    | Marin Čilić               | Roberto Bautista Agut     | 6–4, 6–4                  |
| Valencie                  | João Sousa                | Roberto Bautista Agut     | 3–6, 6–3, 6–4             |

### 2016
| Vítězové a finalisté 2016 | Vítězové a finalisté 2016 | Vítězové a finalisté 2016 | Vítězové a finalisté 2016      |
| Turnaj                    | vítězové                  | finalisté                 | výsledek                       |
| ------------------------- | ------------------------- | ------------------------- | ------------------------------ |
| Brisbane                  | Milos Raonic              | Roger Federer             | 6–4, 6–4                       |
| Dauhá                     | Novak Djoković            | Rafael Nadal              | 6–1, 6–2                       |
| Čennaj                    | Stan Wawrinka             | Borna Ćorić               | 6–3, 7–5                       |
| Auckland                  | Roberto Bautista Agut     | Jack Sock                 | 6–1, 1–0skreč                  |
| Sydney                    | Viktor Troicki            | Grigor Dimitrov           | 2–6, 6–1, 7–6(9–7)             |
| Montpellier               | Richard Gasquet           | Paul-Henri Mathieu        | 7–5, 6–4                       |
| Sofie                     | Roberto Bautista Agut     | Viktor Troicki            | 6–3, 6–4                       |
| Quito                     | Víctor Estrella Burgos    | Thomaz Bellucci           | 4–6, 7–6(7–5), 6–2             |
| Memphis                   | Kei Nišikori              | Taylor Fritz              | 6–4, 6–4                       |
| Buenos Aires              | Dominic Thiem             | Nicolás Almagro           | 7–6(7–2), 3–6, 7–6(7–4)        |
| Marseille                 | Nick Kyrgios              | Marin Čilić               | 6–2, 7–6(7–3)                  |
| Delray Beach              | Sam Querrey               | Rajeev Ram                | 6–4, 7–6(8–6)                  |
| Sao Paulo                 | Pablo Cuevas              | Pablo Carreño Busta       | 7–6(7–4), 6–3                  |
| Houston                   | Juan Mónaco               | Jack Sock                 | 3–6, 6–3, 7–5                  |
| Marrakéš                  | Federico Delbonis         | Borna Ćorić               | 6–2, 6–4                       |
| Bukurešť                  | Fernando Verdasco         | Lucas Pouille             | 6–3, 6–2                       |
| Mnichov                   | Philipp Kohlschreiber     | Dominic Thiem             | 7–6(9–7), 4–6, 7–6(7–4)        |
| Estoril                   | Nicolás Almagro           | Pablo Carreño Busta       | 6–7(6–8), 7–6(7–5), 6–3        |
| Istanbul                  | Diego Schwartzman         | Grigor Dimitrov           | 6–7(5–7), 7–6(7–4), 6–0        |
| Ženeva                    | Stan Wawrinka             | Marin Čilić               | 6–4, 7–6(7–1)                  |
| Nice                      | Dominic Thiem             | Alexander Zverev          | 6–4, 3–6, 6–0                  |
| 's-Hertogenbosch          | Nicolas Mahut             | Gilles Müller             | 6–4, 6–4                       |
| Stuttgart                 | Dominic Thiem             | Philipp Kohlschreiber     | 6–7(2–7), 6–4, 6–4             |
| Nottingham                | Steve Johnson             | Pablo Cuevas              | 7–6(7–5), 7–5                  |
| Newport                   | Ivo Karlović              | Gilles Müller             | 6–7(2–7), 7–6(7–5), 7–6(14–12) |
| Båstad                    | Albert Ramos-Viñolas      | Fernando Verdasco         | 6–3, 6–4                       |
| Gstaad                    | Feliciano López           | Robin Haase               | 6–4, 7–5                       |
| Kitzbühel                 | Paolo Lorenzi             | Nikoloz Basilašvili       | 6–3, 6–4                       |
| Umag                      | Fabio Fognini             | Andrej Martin             | 6–4, 6–1                       |
| Atlanta                   | Nick Kyrgios              | John Isner                | 7–6(7–3), 7–6(7–4)             |
| Los Cabos                 | Ivo Karlović              | Feliciano López           | 7–6(7–5), 6–2                  |
| Winston-Salem             | Pablo Carreño Busta       | Roberto Bautista Agut     | 6–7(6–8), 7–6(7–1), 6–4        |
| Petrohrad                 | Alexander Zverev          | Stan Wawrinka             | 6–2, 3–6, 7–5                  |
| Mety                      | Lucas Pouille             | Dominic Thiem             | 7–6(7–5), 6–2                  |
| Čcheng-tu                 | Karen Chačanov            | Albert Ramos-Viñolas      | 6−7(4−7), 7−6(7−3), 6−3        |
| Šen-čen                   | Tomáš Berdych             | Richard Gasquet           | 7−6(7−5), 6−7(2−7), 6−3        |
| Moskva                    | Pablo Carreño Busta       | Fabio Fognini             | 4–6, 6–3, 6–2                  |
| Antverpy                  | Richard Gasquet           | Diego Schwartzman         | 7–6(7–4), 6–1                  |
| Stockholm                 | Juan Martín del Potro     | Jack Sock                 | 7–5, 6–1                       |

### 2017
| Vítězové a finalisté 2017 | Vítězové a finalisté 2017               | Vítězové a finalisté 2017                  | Vítězové a finalisté 2017 |
| Turnaj                    | vítězové                                | finalisté                                  | výsledek                  |
| ------------------------- | --------------------------------------- | ------------------------------------------ | ------------------------- |
| Brisbane                  | Grigor Dimitrov                         | Kei Nišikori                               | 6–2, 2–6, 6–3             |
| Brisbane                  | Thanasi Kokkinakis Jordan Thompson      | Gilles Müller Sam Querrey                  | 7–6(9–7), 6–4             |
| Dauhá                     | Novak Djoković                          | Andy Murray                                | 6–3, 5–7, 6–4             |
| Dauhá                     | Jérémy Chardy Fabrice Martin            | Vasek Pospisil Radek Štěpánek              | 6–4, 7–6(7–3)             |
| Čennaí                    | Roberto Bautista Agut                   | Daniil Medveděv                            | 6–3, 6–4                  |
| Čennaí                    | Rohan Bopanna Džívan Nedunčežijan       | Purav Radža Divij Šaran                    | 6–3, 6–4                  |
| Auckland                  | Jack Sock                               | João Sousa                                 | 6–3, 5–7, 6–3             |
| Auckland                  | Marcin Matkowski Ajsám Kúreší           | Jonatan Erlich Scott Lipsky                | 1–6, 6–2, [10–3]          |
| Sydney                    | Gilles Müller                           | Daniel Evans                               | 7–6(7–5), 6–2             |
| Sydney                    | Wesley Koolhof Matwé Middelkoop         | Jamie Murray Bruno Soares                  | 6–3, 7–5                  |
| Montpellier               | Alexander Zverev                        | Richard Gasquet                            | 7–6(7–4), 6–3             |
| Montpellier               | Alexander Zverev Mischa Zverev          | Fabrice Martin Daniel Nestor               | 6–4, 6–7(3–7), [10–7]     |
| Sofie                     | Grigor Dimitrov                         | David Goffin                               | 7–5, 6–4                  |
| Sofie                     | Viktor Troicki Nenad Zimonjić           | Michail Jelgin Andrej Kuzněcov             | 6–4, 6–4                  |
| Quito                     | Víctor Estrella Burgos                  | Paolo Lorenzi                              | 6–7(2–7), 7–5, 7–6(8–6)   |
| Quito                     | James Cerretani Philipp Oswald          | Julio Peralta Horacio Zeballos             | 6–3, 2–1skreč             |
| Memphis                   | Ryan Harrison                           | Nikoloz Basilašvili                        | 6–1, 6–4                  |
| Memphis                   | Brian Baker Nikola Mektić               | Ryan Harrison Steve Johnson                | 6–3, 6–4                  |
| Buenos Aires              | Alexandr Dolgopolov                     | Kei Nišikori                               | 7–6(7–4), 6–4             |
| Buenos Aires              | Juan Sebastián Cabal Robert Farah       | Santiago González David Marrero            | 6–1, 6–4                  |
| Marseille                 | Jo-Wilfried Tsonga                      | Lucas Pouille                              | 6–4, 6–4                  |
| Marseille                 | Julien Benneteau Nicolas Mahut          | Robin Haase Dominic Inglot                 | 6–4, 6–7(9–11), [10–5]    |
| Delray Beach              | Jack Sock                               | Milos Raonic                               | bez boje                  |
| Delray Beach              | Raven Klaasen Rajeev Ram                | Treat Conrad Huey Max Mirnyj               | 7–5, 7–5                  |
| São Paulo                 | Pablo Cuevas                            | Albert Ramos-Viñolas                       | 6–7(3–7), 6–4, 6–4        |
| São Paulo                 | Rogério Dutra da Silva André Sá         | Marcus Daniell Marcelo Demoliner           | 7–6(7–5), 5–7, [10–7]     |
| Houston                   | Steve Johnson                           | Thomaz Bellucci                            | 6–4, 4–6, 7–6(7–5)        |
| Houston                   | Julio Peralta Horacio Zeballos          | Dustin Brown Frances Tiafoe                | 4–6, 7–5, [10–6]          |
| Marrákéš                  | Borna Ćorić                             | Philipp Kohlschreiber                      | 5–7, 7–6(7–3), 7–5        |
| Marrákéš                  | Dominic Inglot Mate Pavić               | Marcel Granollers Marc López               | 6–4, 2–6, [11–9]          |
| Budapešť                  | Lucas Pouille                           | Aljaž Bedene                               | 6–3, 6–1                  |
| Budapešť                  | Brian Baker Nikola Mektić               | Juan Sebastián Cabal Robert Farah          | 7–6(7–2), 6–4             |
| Mnichov                   | Alexander Zverev                        | Guido Pella                                | 6–4, 6–3                  |
| Mnichov                   | Juan Sebastián Cabal Robert Farah       | Jérémy Chardy Fabrice Martin               | 6–3, 6–3                  |
| Estoril                   | Pablo Carreño Busta                     | Gilles Müller                              | 6–2, 7–6(7–5)             |
| Estoril                   | Ryan Harrison Michael Venus             | David Marrero Tommy Robredo                | 7–5, 6–2                  |
| Istanbul                  | Marin Čilić                             | Milos Raonic                               | 7–6(7–3), 6–3             |
| Istanbul                  | Roman Jebavý Jiří Veselý                | Tuna Altuna Alessandro Motti               | 6–0, 6–0                  |
| Lyon                      | Jo-Wilfried Tsonga                      | Tomáš Berdych                              | 7–6(7–2), 7–5             |
| Lyon                      | Andrés Molteni Adil Shamasdin           | Marcus Daniell Marcelo Demoliner           | 6–3, 3–6, [10–5]          |
| Ženeva                    | Stan Wawrinka                           | Mischa Zverev                              | 4–6, 6–3, 6–3             |
| Ženeva                    | Jean-Julien Rojer Horia Tecău           | Juan Sebastián Cabal Robert Farah          | 2–6, 7–6(11–9), [10–6]    |
| 's-Hertogenbosch          | Gilles Müller                           | Ivo Karlović                               | 7–6(7–5), 7–6(7–4)        |
| 's-Hertogenbosch          | Łukasz Kubot Marcelo Melo               | Raven Klaasen Rajeev Ram                   | 6–3, 6–4                  |
| Stuttgart                 | Lucas Pouille                           | Feliciano López                            | 4–6, 7–6(7–5), 6–4        |
| Stuttgart                 | Jamie Murray Bruno Soares               | Oliver Marach Mate Pavić                   | 6–7(4–7), 7–5, [10–5]     |
| Eastbourne                | Novak Djoković                          | Gaël Monfils                               | 6–3, 6–4                  |
| Eastbourne                | Bob Bryan Mike Bryan                    | Rohan Bopanna André Sá                     | 6–7(4–7), 6–4, [10–3]     |
| Antalya                   | Júiči Sugita                            | Adrian Mannarino                           | 6–1, 7–6(7–4)             |
| Antalya                   | Robert Lindstedt Ajsám Kúreší           | Oliver Marach Mate Pavić                   | 7–5, 4–1skreč             |
| Newport                   | John Isner                              | . Matthew Ebden                            | 6–3, 7–6(7–4)             |
| Newport                   | Ajsám Kúreší Rajeev Ram                 | Matt Reid John-Patrick Smith               | 6–4, 4–6, [10–7]          |
| Båstad                    | David Ferrer                            | Alexandr Dolgopolov                        | 6–4, 6–4                  |
| Båstad                    | Julian Knowle Philipp Petzschner        | Sander Arends Matwé Middelkoop             | 6–2, 3–6, [10–7]          |
| Umag                      | Fabio Fognini                           | Andrej Martin                              | 6–4, 6–1                  |
| Umag                      | Martin Kližan David Marrero             | Nikola Mektić Antonio Šančić               | 6–4, 6–2                  |
| Gstaad                    | Fabio Fognini                           | Yannick Hanfmann                           | 6–4, 7–5                  |
| Gstaad                    | Oliver Marach Philipp Oswald            | Jonathan Eysseric Franko Škugor            | 6–3, 4–6, [10–8]          |
| Atlanta                   | John Isner                              | Ryan Harrison                              | 7–6(8–6), 7–6(9–7)        |
| Atlanta                   | Bob Bryan Mike Bryan                    | Wesley Koolhof Artem Sitak                 | 6–3, 6–4                  |
| Los Cabos                 | Sam Querrey                             | Thanasi Kokkinakis                         | 6–3, 3–6, 6–2             |
| Los Cabos                 | Juan Sebastián Cabal Treat Conrad Huey  | Sergio Galdós Roberto Maytín               | 6–2, 6–3                  |
| Kitzbühel                 | Philipp Kohlschreiber                   | João Sousa                                 | 6–3, 6–4                  |
| Kitzbühel                 | Pablo Cuevas Guillermo Durán            | Hans Podlipnik-Castillo Andrej Vasilevskij | 6–4, 4–6, [12–10]         |
| Winston-Salem             | Roberto Bautista Agut                   | Damir Džumhur                              | 6–4, 6–4                  |
| Winston-Salem             | Jean-Julien Rojer Horia Tecău           | Julio Peralta Horacio Zeballos             | 6–3, 6–4                  |
| Petrohrad                 | Damir Džumhur                           | Fabio Fognini                              | 3–6, 6–4, 6–2             |
| Petrohrad                 | Roman Jebavý Matwé Middelkoop           | Julio Peralta Horacio Zeballos             | 6–4, 6–4                  |
| Mety                      | Peter Gojowczyk                         | Benoît Paire                               | 7–5, 6–2                  |
| Mety                      | Julien Benneteau Édouard Roger-Vasselin | Wesley Koolhof Artem Sitak                 | 7–5, 6–3                  |
| Čcheng-tu                 | Denis Istomin                           | Marcos Baghdatis                           | 3–2skreč                  |
| Čcheng-tu                 | Jonatan Erlich Ajsám Kúreší             | Marcus Daniell Marcelo Demoliner           | 6–3, 7–6(7–3)             |
| Šen-čen                   | David Goffin                            | Alexandr Dolgopolov                        | 6–4, 6–7(5–7), 6–3        |
| Šen-čen                   | Alexander Peya Rajeev Ram               | Nikola Mektić Nicholas Monroe              | 6–3, 6–2                  |
| Moskva                    | Damir Džumhur                           | Ričardas Berankis                          | 6–2, 1–6, 6–4             |
| Moskva                    | Max Mirnyj Philipp Oswald               | Damir Džumhur Antonio Šančić               | 6–3, 7–5                  |
| Antverpy                  | Jo-Wilfried Tsonga                      | Diego Schwartzman                          | 6–3, 7–5                  |
| Antverpy                  | Scott Lipsky Divij Šaran                | Santiago González Julio Peralta            | 6–4, 2–6, [10–5]          |
| Stockholm                 | Juan Martín del Potro                   | Grigor Dimitrov                            | 6–4, 6–2                  |
| Stockholm                 | Oliver Marach Mate Pavić                | Ajsám Kúreší Jean-Julien Rojer             | 3−6, 7−6(8−6), [10−4]     |

### 2018
| Vítězové a finalisté 2018 | Vítězové a finalisté 2018                 | Vítězové a finalisté 2018                 | Vítězové a finalisté 2018 |
| Turnaj                    | vítězové                                  | finalisté                                 | výsledek                  |
| ------------------------- | ----------------------------------------- | ----------------------------------------- | ------------------------- |
| Brisbane                  | Nick Kyrgios                              | Ryan Harrison                             | 6–4, 6–2                  |
| Brisbane                  | Henri Kontinen John Peers                 | Leonardo Mayer Horacio Zeballos           | 3–6, 6–3, [10–2]          |
| Dauhá                     | Gaël Monfils                              | Andrej Rubljov                            | 6–2, 6–3                  |
| Dauhá                     | 'Oliver Marach Mate Pavić                 | Jamie Murray Bruno Soares                 | 6–2, 7–6(8–6)             |
| Puné                      | Gilles Simon                              | Kevin Anderson                            | 7–6(7–4), 6–2             |
| Puné                      | Robin Haase Matwé Middelkoop              | Pierre-Hugues Herbert Gilles Simon        | 7–6(7–5), 7–6(7–5)        |
| Auckland                  | Roberto Bautista Agut                     | Juan Martín del Potro                     | 6–1, 4–6, 7–5             |
| Auckland                  | Oliver Marach Mate Pavić                  | Max Mirnyj Philipp Oswald                 | 6–4, 5–7, [10–7]          |
| Sydney                    | Daniil Medveděv                           | Alex de Minaur                            | 1–6, 6–4, 7–5             |
| Sydney                    | Łukasz Kubot Marcelo Melo                 | Jan-Lennard Struff Viktor Troicki         | 6–3, 6–4                  |
| Montpellier               | Lucas Pouille                             | Richard Gasquet                           | 7–6(7–2), 6–4             |
| Montpellier               | Ken Skupski Neal Skupski                  | Ben McLachlan Hugo Nys                    | 7–6(7–2), 6–4             |
| Sofie                     | Mirza Bašić                               | Marius Copil                              | 7–6(8–6), 6–7(4–7), 6–4   |
| Sofie                     | Robin Haase Matwé Middelkoop              | Nikola Mektić Alexander Peya              | 5–7, 6–4, [10–4]          |
| Quito                     | Roberto Carballés Baena                   | Albert Ramos-Viñolas                      | 6–3, 4–6, 6–4             |
| Quito                     | Nicolás Jarry Hans Podlipnik-Castillo     | Austin Krajicek Jackson Withrow           | 7–6(8–6), 6–3             |
| Uniondale                 | Kevin Anderson                            | Sam Querrey                               | 4–6, 6–3, 7–6(7–1)        |
| Uniondale                 | Max Mirnyj Philipp Oswald                 | Wesley Koolhof Artem Sitak                | 6–4, 4–6, [10–6]          |
| Buenos Aires              | Dominic Thiem                             | Aljaž Bedene                              | 6–2, 6–4                  |
| Buenos Aires              | Andrés Molteni Horacio Zeballos           | Juan Sebastián Cabal Robert Farah         | 6–3, 5–7, [10–3]          |
| Marseille                 | Karen Chačanov                            | Lucas Pouille                             | 7–5, 3–6, 7–5             |
| Marseille                 | Raven Klaasen Michael Venus               | Marcus Daniell Dominic Inglot             | 6–7(2–7), 6–3, [10–4]     |
| Delray Beach              | Frances Tiafoe                            | Peter Gojowczyk                           | 6–1, 6–4                  |
| Delray Beach              | Jack Sock Jackson Withrow                 | Nicholas Monroe John-Patrick Smith        | 4–6, 6–4, [10–8]          |
| Sao Paulo                 | Fabio Fognini                             | Nicolás Jarry                             | 1–6, 6–1, 6–4             |
| Sao Paulo                 | Federico Delbonis Máximo González         | Wesley Koolhof Artem Sitak                | 6–4, 6–2                  |
| Houston                   | Steve Johnson                             | Tennys Sandgren                           | 7–6(7–2), 2–6, 6–4        |
| Houston                   | Max Mirnyj Philipp Oswald                 | Andre Begemann Antonio Šančić             | 6–7(2–7), 6–4, [11–9]     |
| Marrákeš                  | Pablo Andújar                             | Kyle Edmund                               | 6–2, 6–2                  |
| Marrákeš                  | Nikola Mektić Alexander Peya              | Benoît Paire Édouard Roger-Vasselin       | 7–5, 3–6, [10–7]          |
| Budapešť                  | Marco Cecchinato                          | John Millman                              | 7–5, 6–4                  |
| Budapešť                  | Dominic Inglot Franko Škugor              | Matwé Middelkoop Andrés Molteni           | 6–7(8–10), 6–1, [10–8]    |
| Mnichov                   | Alexander Zverev                          | Philipp Kohlschreiber                     | 6–3, 6–3                  |
| Mnichov                   | Ivan Dodig Rajeev Ram                     | Nikola Mektić Alexander Peya              | 6–3, 7–5                  |
| Estoril                   | João Sousa                                | Frances Tiafoe                            | 6–4, 6–4                  |
| Estoril                   | Kyle Edmund Cameron Norrie                | Wesley Koolhof Artem Sitak                | 6–4, 6–2                  |
| Istanbul                  | Taró Daniel                               | Malek Džazírí                             | 7–6(7–4), 6–4             |
| Istanbul                  | Dominic Inglot Robert Lindstedt           | Ben McLachlan Nicholas Monroe             | 3–6, 6–3, [10–8]          |
| Lyon                      | Dominic Thiem                             | Gilles Simon                              | 3–6, 7–6(7–1), 6–1        |
| Lyon                      | Nick Kyrgios Jack Sock                    | Roman Jebavý Matwé Middelkoop             | 7–5, 2–6, [11–9]          |
| Ženeva                    | Márton Fucsovics                          | Peter Gojowczyk                           | 6–2, 6–2                  |
| Ženeva                    | Oliver Marach Mate Pavić                  | Ivan Dodig Rajeev Ram                     | 3–6, 7–6(7–3), [11–9]     |
| 's-Hertogenbosch          | Richard Gasquet                           | Jérémy Chardy                             | 6–3, 7–6(7–5)             |
| 's-Hertogenbosch          | Dominic Inglot Franko Škugor              | Raven Klaasen Michael Venus               | 7–6(7–3) 7–5              |
| Stuttgart                 | Roger Federer                             | Milos Raonic                              | 6–4, 7–6(7–3)             |
| Stuttgart                 | Philipp Petzschner Tim Pütz               | Robert Lindstedt Marcin Matkowski         | 7–6(7–5), 6–3             |
| Eastbourne                | Mischa Zverev                             | Lukáš Lacko                               | 6–4, 6–4                  |
| Eastbourne                | Luke Bambridge Jonny O'Mara               | Ken Skupski Neal Skupski                  | 7–5, 6–4                  |
| Antalya                   | Damir Džumhur                             | Adrian Mannarino                          | 6–1, 1–6, 6–1             |
| Antalya                   | Marcelo Demoliner Santiago González       | Sander Arends Matwé Middelkoop            | 7–5, 6–7(6–8), [10–8]     |
| Newport                   | Steve Johnson                             | Ramkumar Ramanathan                       | 7–5, 3–6, 6–2             |
| Newport                   | Jonatan Erlich Artem Sitak                | Marcelo Arévalo Miguel Ángel Reyes-Varela | 6–1, 6–2                  |
| Båstad                    | Fabio Fognini                             | Richard Gasquet                           | 6–3, 3–6, 6–1             |
| Båstad                    | Julio Peralta Horacio Zeballos            | Simone Bolelli Fabio Fognini              | 6–3, 6–4                  |
| Umag                      | Marco Cecchinato                          | Guido Pella                               | 6–2, 7–6(7–4)             |
| Umag                      | Robin Haase Matwé Middelkoop              | Roman Jebavý Jiří Veselý                  | 6–4, 6–4                  |
| Gstaad                    | Matteo Berrettini                         | Roberto Bautista Agut                     | 7–6(11–9), 6–4            |
| Gstaad                    | Matteo Berrettini Daniele Bracciali       | Denys Molčanov Igor Zelenay               | 7–6(7–2), 7–6(7–5)        |
| Atlanta                   | John Isner                                | Ryan Harrison                             | 5–7, 6–3, 6–4             |
| Atlanta                   | Nicholas Monroe John-Patrick Smith        | Ryan Harrison Rajeev Ram                  | 3–6, 7–6(7–5), [10–8]     |
| Los Cabos                 | Fabio Fognini                             | Juan Martín del Potro                     | 6–4, 6–2                  |
| Los Cabos                 | Marcelo Arévalo Miguel Ángel Reyes-Varela | Taylor Fritz Thanasi Kokkinakis           | 6–4, 6–4                  |
| Kitzbühel                 | Martin Kližan                             | Denis Istomin                             | 6–2, 6–2                  |
| Kitzbühel                 | Roman Jebavý Andrés Molteni               | Daniele Bracciali Federico Delbonis       | 6–2, 6–4                  |
| Winston-Salem             | Daniil Medveděv                           | Steve Johnson                             | 6–4, 6–4                  |
| Winston-Salem             | Jean-Julien Rojer Horia Tecău             | James Cerretani Leander Paes              | 6–4, 6–2                  |
| Petrohrad                 | Dominic Thiem                             | Martin Kližan                             | 6–3, 6–1                  |
| Petrohrad                 | Matteo Berrettini Fabio Fognini           | Roman Jebavý Matwé Middelkoop             | 7–6(8–6), 7–6(7–4)        |
| Mety                      | Gilles Simon                              | Matthias Bachinger                        | 7–6(7–2), 6–1             |
| Mety                      | Nicolas Mahut Édouard Roger-Vasselin      | Ken Skupski Neal Skupski                  | 6–1, 7–5                  |
| Čcheng-tu                 | Bernard Tomic                             | Fabio Fognini                             | 6–1, 3–6, 7–6(9-7)        |
| Čcheng-tu                 | Ivan Dodig Mate Pavić                     | Austin Krajicek Džívan Nedunčežijan       | 6–2, 6–4                  |
| Šen-čen                   | Jošihito Nišioka                          | Pierre-Hugues Herbert                     | 7–5, 2–6, 6–4             |
| Šen-čen                   | Ben McLachlan Joe Salisbury               | Robert Lindstedt Rajeev Ram               | 7–6(7–5), 7–6(7–4)        |
| Moskva                    | Karen Chačanov                            | Adrian Mannarino                          | 6–2, 6–2                  |
| Moskva                    | Austin Krajicek Rajeev Ram                | Max Mirnyj Philipp Oswald                 | 7–6(7–4), 6–4             |
| Antverpy                  | Kyle Edmund                               | Gaël Monfils                              | 3–6, 7–6(7–2), 7–6(7–4)   |
| Antverpy                  | Nicolas Mahut Édouard Roger-Vasselin      | Marcelo Demoliner Santiago González       | 6–4, 7–5                  |
| Stockholm                 | Stefanos Tsitsipas                        | Ernests Gulbis                            | 6–4, 6–4                  |
| Stockholm                 | Luke Bambridge Jonny O'Mara               | Marcus Daniell Wesley Koolhof             | 7–5, 7–6(10–8)            |

### 2019
| Vítězové a finalisté 2019 | Vítězové a finalisté 2019             | Vítězové a finalisté 2019                 | Vítězové a finalisté 2019    |
| Turnaj                    | vítězové                              | finalisté                                 | výsledek                     |
| ------------------------- | ------------------------------------- | ----------------------------------------- | ---------------------------- |
| Brisbane                  | Kei Nišikori                          | Daniil Medveděv                           | 6–4, 3–6, 6–2                |
| Brisbane                  | Marcus Daniell Wesley Koolhof         | Rajeev Ram Joe Salisbury                  | 6–4, 7–6(8–6)                |
| Dauhá                     | Roberto Bautista Agut                 | Tomáš Berdych                             | 6–4, 3–6, 6–3                |
| Dauhá                     | David Goffin Pierre-Hugues Herbert    | Robin Haase Matwé Middelkoop              | 5–7, 6–4, [10–4]             |
| Puné                      | Kevin Anderson                        | Ivo Karlović                              | 7–6(7–4), 6–7(2–7), 7–6(7–5) |
| Puné                      | Rohan Bopanna Divij Šaran             | Luke Bambridge Jonny O'Mara               | 6–3, 6–4                     |
| Auckland                  | Tennys Sandgren                       | Cameron Norrie                            | 6–4, 6–2                     |
| Auckland                  | Ben McLachlan Jan-Lennard Struff      | Raven Klaasen Michael Venus               | 6–3, 6–4                     |
| Sydney                    | Alex de Minaur                        | Andreas Seppi                             | 7–5, 7–6(7–5)                |
| Sydney                    | Jamie Murray Bruno Soares             | Juan Sebastián Cabal' Robert Farah        | 6–4, 6–3                     |
| Montpellier               | Jo-Wilfried Tsonga                    | Pierre-Hugues Herbert                     | 6–4, 6–2                     |
| Montpellier               | Ivan Dodig Édouard Roger-Vasselin     | Benjamin Bonzi Antoine Hoang              | 6–3, 6–3                     |
| Sofie                     | Daniil Medveděv                       | Márton Fucsovics                          | 6–4, 6–3                     |
| Sofie                     | Nikola Mektić Jürgen Melzer           | Sie Čeng-pcheng Christopher Rungkat       | 6–2, 4–6, [10–2]             |
| Córdoba                   | Juan Ignacio Londero                  | Guido Pella                               | 3–6, 7–5, 6–1                |
| Córdoba                   | Roman Jebavý Andrés Molteni           | Máximo González Horacio Zeballos          | 6–4, 7–6(7–4)                |
| Uniondale                 | Reilly Opelka                         | Brayden Schnur                            | 6–1, 6–7(7–9), 7–6(9–7)      |
| Uniondale                 | Kevin Krawietz Andreas Mies           | Santiago González Ajsám Kúreší            | 6–4, 7–5                     |
| Buenos Aires              | Marco Cecchinato                      | Diego Schwartzman                         | 6–1, 6–2                     |
| Buenos Aires              | Máximo González Horacio Zeballos      | Diego Schwartzman Dominic Thiem           | 6–1, 6–1                     |
| Marseille                 | Stefanos Tsitsipas                    | Michail Kukuškin                          | 7–5, 7–6(7–5)                |
| Marseille                 | Jérémy Chardy Fabrice Martin          | Ben McLachlan Matwé Middelkoop            | 6–3, 6–7(4–7), [10–3]        |
| Delray Beach              | Radu Albot                            | Dan Evans                                 | 3–6, 6–3, 7–6(9–7)           |
| Delray Beach              | Bob Bryan Mike Bryan                  | Ken Skupski Neal Skupski                  | 7–6(7–5), 6–4                |
| Sao Paulo                 | Cristian Garín                        | Guido Pella                               | 5–7, 3–6                     |
| Sao Paulo                 | Federico Delbonis Máximo González     | Luke Bambridge Jonny O'Mara               | 6–4, 6–3                     |
| Houston                   | Cristian Garín                        | Casper Ruud                               | 7–6(7–4), 4–6, 6–3           |
| Houston                   | Santiago González Ajsám Kúreší        | Ken Skupski Neal Skupski                  | 3–6, 6–4, [10–6]             |
| Marrákeš                  | Benoît Paire                          | Pablo Andújar                             | 6–2, 6–3                     |
| Marrákeš                  | Jürgen Melzer Franko Škugor           | Matwé Middelkoop Frederik Nielsen         | 6–4, 7–6(8–6)                |
| Budapešť                  | Matteo Berrettini                     | Filip Krajinović                          | 4–6, 6–3, 6–1                |
| Budapešť                  | Ken Skupski Neal Skupski              | Marcus Daniell Wesley Koolhof             | 6–3, 6–4.                    |
| Mnichov                   | Cristian Garín                        | Matteo Berrettini                         | 6–1, 3–6, 7–6(7–1).          |
| Mnichov                   | Frederik Nielsen Tim Pütz             | Marcelo Demoliner Divij Šaran             | 6–4, 6–2                     |
| Estoril                   | Stefanos Tsitsipas                    | Pablo Cuevas                              | 6–3, 7–6(7–4)                |
| Estoril                   | Jérémy Chardy Fabrice Martin          | Luke Bambridge Jonny O'Mara               | 7–5, 7–6(7–3)                |
| Lyon                      | Benoît Paire                          | Félix Auger-Aliassime                     | 6–4, 6–3                     |
| Lyon                      | Ivan Dodig Édouard Roger-Vasselin     | Ken Skupski Neal Skupski                  | 6–4, 6–3                     |
| Ženeva                    | Alexander Zverev                      | Nicolás Jarry                             | 6–3, 3–6, 7–6(10–8)          |
| Ženeva                    | Oliver Marach Mate Pavić              | Matthew Ebden Robert Lindstedt            | 6–4, 6–4                     |
| 's-Hertogenbosch          | Adrian Mannarino                      | Jordan Thompson                           | 7–6(9–7), 6–3                |
| 's-Hertogenbosch          | Dominic Inglot Austin Krajicek        | Marcus Daniell Wesley Koolhof             | 6–4, 4–6, [10–4]             |
| Stuttgart                 | Matteo Berrettini                     | Félix Auger-Aliassime                     | 6–4, 7–6(13-11)              |
| Stuttgart                 | John Peers Bruno Soares               | Rohan Bopanna Denis Shapovalov            | 7–5, 6–3                     |
| Eastbourne                | Taylor Fritz                          | Sam Querrey                               | 6–3, 6–4                     |
| Eastbourne                | Juan Sebastián Cabal Robert Farah     | Máximo González Horacio Zeballos          | 3–6, 7–6(7–4), [10–6]        |
| Antalya                   | Lorenzo Sonego                        | Miomir Kecmanović                         | 6–7(5–7), 7–6(7–5), 6–1      |
| Antalya                   | Jonatan Erlich Artem Sitak            | Ivan Dodig Filip Polášek                  | 6–3, 6–4                     |
| Newport                   | John Isner                            | Alexandr Bublik                           | 7–6(7–2), 6–3                |
| Newport                   | Marcel Granollers Serhij Stachovskyj  | Marcelo Arévalo Miguel Ángel Reyes-Varela | 6–7(10–12), 6–4, [13–11]     |
| Båstad                    | Nicolás Jarry                         | Juan Ignacio Londero                      | 7–6(9–7), 6–4                |
| Båstad                    | Sander Gillé Joran Vliegen            | Federico Delbonis Horacio Zeballos        | 6–7(5–7), 7–5, [10–5]        |
| Umag                      | Dušan Lajović                         | Attila Balázs                             | 7–5, 7–5                     |
| Umag                      | Robin Haase Philipp Oswald            | Oliver Marach Jürgen Melzer               | 7–5, 6–7(2–7), [14–12]       |
| Gstaad                    | Albert Ramos-Viñolas                  | Cedrik-Marcel Stebe                       | 6–3, 6–2                     |
| Gstaad                    | Sander Gillé Joran Vliegen            | Philipp Oswald Filip Polášek              | 6–4, 6–3                     |
| Atlanta                   | Alex de Minaur                        | Taylor Fritz                              | 6–3, 7–6(7–2)                |
| Atlanta                   | Dominic Inglot Austin Krajicek        | Bob Bryan Mike Bryan                      | 6–4, 6–7(5–7), [11–9]        |
| Los Cabos                 | Diego Schwartzman                     | Taylor Fritz                              | 7–6(8–6), 6–3                |
| Los Cabos                 | Romain Arneodo Hugo Nys               | Dominic Inglot Austin Krajicek            | 7–5, 5–7, [16–14]            |
| Kitzbühel                 | Dominic Thiem                         | Albert Ramos-Viñolas                      | 7–6(7–0), 6–1                |
| Kitzbühel                 | Philipp Oswald Filip Polášek          | Sander Gillé Joran Vliegen                | 6–4, 6–4                     |
| Winston-Salem             | Hubert Hurkacz                        | Benoît Paire                              | 6–3, 3–6, 6–3                |
| Winston-Salem             | Łukasz Kubot Marcelo Melo             | Nicholas Monroe Tennys Sandgren           | 6–7(6–8), 6–1, [10–3]        |
| Petrohrad                 | Daniil Medveděv                       | Borna Ćorić                               | 6–3, 6–1                     |
| Petrohrad                 | Divij Šaran Igor Zelenay              | Matteo Berrettini Simone Bolelli          | 6–3, 3–6, [10–8]             |
| Mety                      | Jo-Wilfried Tsonga                    | Aljaž Bedene                              | 6–7(4–7), 7–6(7–4), 6–3      |
| Mety                      | Robert Lindstedt Jan-Lennard Struff   | Nicolas Mahut Édouard Roger-Vasselin      | 2–6, 7–6(7–1), [10–4]        |
| Čcheng-tu                 | Pablo Carreño Busta                   | Alexandr Bublik                           | 6–7(5–7), 6–4, 7–6(7–3)      |
| Čcheng-tu                 | Nikola Čačić Dušan Lajović            | Jonatan Erlich Fabrice Martin             | 7–6(11–9), 3–6, [10–3]       |
| Ču-chaj                   | Alex de Minaur                        | Adrian Mannarino                          | 7–6(7–4), 6–4                |
| Ču-chaj                   | Sander Gillé Joran Vliegen            | Marcelo Demoliner Matwé Middelkoop        | 7–6(7–2), 7–6(7–4)           |
| Moskva                    | Andrej Rubljov                        | Adrian Mannarino                          | 6–4, 6–0                     |
| Moskva                    | Marcelo Demoliner Matwé Middelkoop    | Simone Bolelli Andrés Molteni             | 6–1, 6–2                     |
| Antverpy                  | Andy Murray                           | Stan Wawrinka                             | 3–6, 6–4, 6–4                |
| Antverpy                  | Kevin Krawietz Andreas Mies           | Rajeev Ram Joe Salisbury                  | 7–6(7–1), 6                  |
| Stockholm                 | Denis Shapovalov                      | Filip Krajinović                          | 6–4, 6–4                     |
| Stockholm                 | Henri Kontinen Édouard Roger-Vasselin | Mate Pavić Bruno Soares                   | 6–4, 6–2                     |

### 2020
| Vítězové a finalisté 2020 | Vítězové a finalisté 2020                           | Vítězové a finalisté 2020            | Vítězové a finalisté 2020       |
| Turnaj                    | vítězové                                            | finalisté                            | výsledek                        |
| ------------------------- | --------------------------------------------------- | ------------------------------------ | ------------------------------- |
| Dauhá                     | Andrej Rubljov                                      | Corentin Moutet                      | 6–2, 7–6(7–3)                   |
| Dauhá                     | Rohan Bopanna Wesley Koolhof                        | Luke Bambridge Santiago González     | 3–6, 6–2, [10–6]                |
| Adelaide                  | Andrej Rubljov                                      | Lloyd Harris                         | 6–3, 6–0                        |
| Adelaide                  | Máximo González Fabrice Martin                      | Ivan Dodig Filip Polášek             | 7–6(14–12), 6–3                 |
| Auckland                  | Ugo Humbert                                         | Benoît Paire                         | 7–6(7–2), 3–6, 7–6(7–5)         |
| Auckland                  | Luke Bambridge Ben McLachlan                        | Marcus Daniell Philipp Oswald        | 7–6(7–2), 6–3                   |
| Montpellier               | Gaël Monfils                                        | Vasek Pospisil                       | 7–5, 6–3                        |
| Montpellier               | Nikola Ćaćić Mate Pavić                             | Dominic Inglot Ajsám Kúreší          | 6–4, 6–7(4–7), [10–4]           |
| Puné                      | Jiří Veselý                                         | Jegor Gerasimov                      | 7–6(7–2), 5–7, 6–3              |
| Puné                      | André Göransson Christopher Rungkat                 | Jonatan Erlich Andrej Vasilevskij    | 6–2, 3–6, [10–8]                |
| Córdoba                   | Cristian Garín                                      | Diego Schwartzman                    | 2–6, 6–4, 6–0                   |
| Córdoba                   | Marcelo Demoliner Matwé Middelkoop                  | Leonardo Mayer Andrés Molteni        | 6–3, 7–6(7–4)                   |
| Uniondale                 | Kyle Edmund                                         | Andreas Seppi                        | 7–5, 6–1                        |
| Uniondale                 | Dominic Inglot Ajsám Kúreší                         | Steve Johnson Reilly Opelka          | 7–6(7–5), 7–6(8–6)              |
| Buenos Aires              | Casper Ruud                                         | Pedro Sousa                          | 6–1, 6–4                        |
| Buenos Aires              | Marcel Granollers Horacio Zeballos                  | Guillermo Durán Juan Ignacio Londero | 6–4, 5–7, [18–16]               |
| Marseille                 | Stefanos Tsitsipas                                  | Félix Auger-Aliassime                | 6–3, 6–4                        |
| Marseille                 | Nicolas Mahut Vasek Pospisil                        | Wesley Koolhof Nikola Mektić         | 6–3, 6–4                        |
| Delray Beach              | Reilly Opelka                                       | Jošihito Nišioka                     | 7–5, 6–7(4–7), 6–2              |
| Delray Beach              | Bob Bryan Mike Bryan                                | Luke Bambridge Ben McLachlan         | 3–6, 7–5, [10–5]                |
| Santiago                  | Thiago Seyboth Wild                                 | Casper Ruud                          | 7–5, 4–6, 6–3                   |
| Santiago                  | Roberto Carballés Baena Alejandro Davidovich Fokina | Marcelo Arévalo Jonny O'Mara         | 7–6(7–3), 6–1                   |
| Houston                   | zrušeno pro pandemii koronaviru                     | zrušeno pro pandemii koronaviru      | zrušeno pro pandemii koronaviru |
| Marrákeš                  | zrušeno pro pandemii koronaviru                     | zrušeno pro pandemii koronaviru      | zrušeno pro pandemii koronaviru |
| Budapešť                  | zrušeno pro pandemii koronaviru                     | zrušeno pro pandemii koronaviru      | zrušeno pro pandemii koronaviru |
| Mnichov                   | zrušeno pro pandemii koronaviru                     | zrušeno pro pandemii koronaviru      | zrušeno pro pandemii koronaviru |
| Estoril                   | zrušeno pro pandemii koronaviru                     | zrušeno pro pandemii koronaviru      | zrušeno pro pandemii koronaviru |
| Lyon                      | zrušeno pro pandemii koronaviru                     | zrušeno pro pandemii koronaviru      | zrušeno pro pandemii koronaviru |
| Ženeva                    | zrušeno pro pandemii koronaviru                     | zrušeno pro pandemii koronaviru      | zrušeno pro pandemii koronaviru |
| 's-Hertogenbosch          | zrušeno pro pandemii koronaviru                     | zrušeno pro pandemii koronaviru      | zrušeno pro pandemii koronaviru |
| Stuttgart                 | zrušeno pro pandemii koronaviru                     | zrušeno pro pandemii koronaviru      | zrušeno pro pandemii koronaviru |
| Eastbourne                | zrušeno pro pandemii koronaviru                     | zrušeno pro pandemii koronaviru      | zrušeno pro pandemii koronaviru |
| Santa Ponsa               | zrušeno pro pandemii koronaviru                     | zrušeno pro pandemii koronaviru      | zrušeno pro pandemii koronaviru |
| Newport                   | zrušeno pro pandemii koronaviru                     | zrušeno pro pandemii koronaviru      | zrušeno pro pandemii koronaviru |
| Båstad                    | zrušeno pro pandemii koronaviru                     | zrušeno pro pandemii koronaviru      | zrušeno pro pandemii koronaviru |
| Umag                      | zrušeno pro pandemii koronaviru                     | zrušeno pro pandemii koronaviru      | zrušeno pro pandemii koronaviru |
| Gstaad                    | zrušeno pro pandemii koronaviru                     | zrušeno pro pandemii koronaviru      | zrušeno pro pandemii koronaviru |
| Atlanta                   | zrušeno pro pandemii koronaviru                     | zrušeno pro pandemii koronaviru      | zrušeno pro pandemii koronaviru |
| Los Cabos                 | zrušeno pro pandemii koronaviru                     | zrušeno pro pandemii koronaviru      | zrušeno pro pandemii koronaviru |
| Winston-Salem             | zrušeno pro pandemii koronaviru                     | zrušeno pro pandemii koronaviru      | zrušeno pro pandemii koronaviru |
| Mety                      | zrušeno pro pandemii koronaviru                     | zrušeno pro pandemii koronaviru      | zrušeno pro pandemii koronaviru |
| Čcheng-tu                 | zrušeno pro pandemii koronaviru                     | zrušeno pro pandemii koronaviru      | zrušeno pro pandemii koronaviru |
| Ču-chaj                   | zrušeno pro pandemii koronaviru                     | zrušeno pro pandemii koronaviru      | zrušeno pro pandemii koronaviru |
| Moskva                    | zrušeno pro pandemii koronaviru                     | zrušeno pro pandemii koronaviru      | zrušeno pro pandemii koronaviru |
| Stockholm                 | zrušeno pro pandemii koronaviru                     | zrušeno pro pandemii koronaviru      | zrušeno pro pandemii koronaviru |
| Kitzbühel                 | Miomir Kecmanović                                   | Yannick Hanfmann                     | 6–4, 6–4                        |
| Kitzbühel                 | Austin Krajicek Franko Škugor                       | Marcel Granollers Horacio Zeballos   | 7–6(7–5), 7–5                   |
| Kolín nad Rýnem 1         | Alexander Zverev                                    | Félix Auger-Aliassime                | 6–3, 6–3                        |
| Kolín nad Rýnem 1         | Pierre-Hugues Herbert Nicolas Mahut                 | Łukasz Kubot Marcelo Melo            | 6–4, 6–4                        |
| Sardinie                  | Laslo Djere                                         | Marco Cecchinato                     | 7–6(7–3), 7–5                   |
| Sardinie                  | Marcus Daniell Philipp Oswald                       | Juan Sebastián Cabal Robert Farah    | 6–3, 6–4                        |
| Antverpy                  | Ugo Humbert                                         | Alex de Minaur                       | 6–1, 7–6(7–4)                   |
| Antverpy                  | John Peers Michael Venus                            | Rohan Bopanna Matwé Middelkoop       | 6–3, 6–4                        |
| Kolín nad Rýnem 2         | Alexander Zverev                                    | Diego Schwartzman                    | 6–2, 6–1                        |
| Kolín nad Rýnem 2         | Raven Klaasen Ben McLachlan                         | Kevin Krawietz Andreas Mies          | 6–2, 6                          |
| Nur-Sultan                | John Millman                                        | Adrian Mannarino                     | 7–5, 6–1                        |
| Nur-Sultan                | Sander Gillé Joran Vliegen                          | Max Purcell Luke Saville             | 7–5, 6–3                        |
| Sofie                     | Jannik Sinner                                       | Vasek Pospisil                       | 6–4, 3–6, 7–6(7–3)              |
| Sofie                     | Jamie Murray Neal Skupski                           | Jürgen Melzer Édouard Roger-Vasselin | bez boje                        |